# Leonid Mikitenko
Leonid Mikitenko (né le 8 février 1944 à Ryabukhino et mort le 3 mars 2019) est un athlète ukrainien, spécialiste des courses de fond.

## Biographie
Concourant sous les couleurs de l'URSS, il remporte la médaille de bronze du 10 000 mètres lors des championnats d'Europe de 1966, à Budapest, devancé par l'Est-allemand Jürgen Haase et le Hongrois Lajos Mecser. Il remporte à deux reprises (1967 et 1968) le Cross de L'Humanité.
il se classe 18e du 1 000 m des Jeux olympiques de 1968.

### Palmarès
| Date | Compétition           | Lieu     | Résultat | Épreuve  | Performance   |
| ---- | --------------------- | -------- | -------- | -------- | ------------- |
| 1966 | Championnats d'Europe | Budapest | 3e       | 10 000 m | 28 min 32 s 2 |

### Records
| Épreuve  | Performance   | Lieu      | Date            |
| -------- | ------------- | --------- | --------------- |
| 10 000 m | 28 min 12 s 4 | Leningrad | 21 juillet 1968 |